# Коваленко, Григорий Васильевич
Григо́рий Васи́льевич Ковале́нко (28.06.1915 — 14.02.1988) — Герой Советского Союза. Помощник начальника штаба по разведке 176-го гвардейского стрелкового полка 59-й гвардейской стрелковой дивизии, 37-й стрелковый корпус 46-я армия, 2-й Украинский фронт, гвардии капитан.

## Биография

### Ранняя биография
Григорий Васильевич Коваленко родился 28 июня 1915 года в городе Майкоп ныне Республика Адыгея в семье рабочего. Русский. Член КПСС с 1942 года. 
Отец его — Василий Андреевич работал на литейном заводе. В 1919—1926 годах проходил службу в Красной Армии. Вернувшись домой, перевез семью в село Сергиевское, где занимался сельским хозяйством, вступив через два года в колхоз.
Григорий учился в школе колхозной молодежи. Окончил в 1931 году 7 классов, поступил в Таганрогский строительный техникум. В 1934 году получил специальность техника гражданского строительства, вернулся в Майкоп и работал в подсобном хозяйстве ВЦСПС техником-десятником, проявляя высокую активность в комсомольской жизни коллектива.
Окончил  в 1940 — областные курсы комсомольских работников в Ростове-на-Дону. Работал первым секретарем Новочеркасского райкома ВЛКСМ Ростовской области.

### В Великую Отечественную войну
В РККА с 23 июня 1941 года.
Участник Великой Отечественной войны с сентября 1941 года. В 1942 года окончил Житомирское пехотное училище, которое дислоцировалось в Новочеркасске.
Когда гитлеровские войска приблизились к Ростову и возникла угроза их прорыва на Кавказ, на базе училища 10 сентября 1941 года был сформирован курсантский полк, который вошел в состав Южного фронта и вел боевые действия на Дону, завершившиеся разгромом танковой армии Клейста и срывом планов немецко-фашистского командования прорваться на Кавказ.
Г. В. Коваленко. Будучи помощником командира взвода, он сражался отважно, смело. Не раз попадал в сложный переплёт, но выходил из него благодаря природной смекалке. 24 ноября был ранен в правую голень, но поле боя не покинул, продолжая драться с врагом и помогая своему командиру в управлении взводом.
20 декабря 1941 года, когда обстановка несколько стабилизировалась, курсанты вернулись в училище, которое перебазировалось в Ставрополь.

## Подвиг
Помощник начальника штаба по разведке 176-го гвардейского стрелкового полка, 59-й гвардейской стрелковой дивизии, 46-я армия, 2-й Украинский фронт, гвардии капитан Г. В. Коваленко при форсировании реки Дунай 4 декабря 1944 года южнее Будапешта в составе разведывательной группы полка первым достиг правого берега. В бою за плацдарм принял на себя командование десантной группой 2-го стрелкового батальона. Удерживал плацдарм до подхода главных сил полка.
Звание Герой Советского Союза присвоено 24 марта 1945 года.

## После войны
После войны командовал батальоном. В 1956 году окончил курсы «Выстрел». Был военным комендантом города Запорожье Украина. С 1962 года полковник Коваленко Г. В. в отставке. Жил и работал в Запорожье.
Умер 14 февраля 1988 года от фронтовых ран. Похоронен в Почётном ряду на Капустяном кладбище города Запорожье.

## Награды
- Медаль «Золотая Звезда»[1];
- орден Ленина[1];
- орден Отечественной войны I степени;
- орден Отечественной войны II степени[2];
- орден Красной Звезды[3];
- медаль «За победу над Германией в Великой Отечественной войне 1941—1945 гг.» (9 мая 1945[4]);
- юбилейная медаль «Двадцать лет Победы в Великой Отечественной войне 1941—1945 гг.» (7 мая 1965[5]);
- юбилейная медаль «Тридцать лет Победы в Великой Отечественной войне 1941—1945 гг.»;
- медаль «Сорок лет Победы в Великой Отечественной войне 1941-1945 гг.»;
- медаль «30 лет Советской Армии и Флота»;
- юбилейная медаль «40 лет Вооружённых Сил СССР»;
- медаль «За безупречную службу» I степени;
- знак «Гвардия»;
- знак Министерства обороны СССР «25 лет Победы в Великой Отечественной войне».

## Память
- Имя Героя высечено золотыми буквами в зале Славы Центрального музея Великой Отечественной войны в Парке Победы города Москва.
- На могиле Героя установлен надгробный памятник.